# 米訥拉莫特鎮區 (密蘇里州麥迪遜縣)
米訥拉莫特鎮區（英語：Mine La Motte Township）是位於美國密蘇里州麥迪遜縣的一個行政鎮區。

## 地方資料
米訥拉莫特鎮區的面積為56.35平方千米，當中陸地面積為55.15平方千米，而水域面積為1.20平方千米。根據2020年美國人口普查的數據，當地共有人口838人，而人口密度為每平方千米14.87人。